# Мю Водолея
Мю Водолея (лат. μ Aquarii), 6 Водолея (лат. 6 Aquarii), HD 198743 — двойная звезда в созвездии Водолея на расстоянии приблизительно 158 световых лет (около 48 парсеков) от Солнца. Видимая звёздная величина звезды — +4,717m. Орбитальный период — около 1566 суток (4,2874 года).

## Характеристики
Первый компонент — белый яркий гигант, Am-звезда спектрального класса A3II или A3m. Масса — около 1,8 солнечной, радиус — около 3,79 солнечных, светимость — около 24,6 солнечных. Эффективная температура — около 7090 К.
Второй компонент удалён на 0,1 угловых секунды.